# Manhattan Merry-Go-Round
Manhattan Merry-Go-Round ist eine US-amerikanische Filmkomödie mit Musical-Einlagen aus dem Jahr 1937, die von Charles Reisner nach dem gleichnamigen Musical von Frank Hummert für Republic Pictures inszeniert wurde.

## Handlung
Tony Gordoni ist ein Gangster. Er kauft die Associated Recording Company und schließt Verträge mit Ted Lewis, Kay Thompson und Cab Calloway ab. Tonys Mutter beschuldigt ihn, sich seiner italienischen Herkunft zu schämen. Also bringt er den Sänger Jerry Hart dazu, die temperamentvolle Opernsängerin Charlizzini zu becircen, damit sie Aufnahmen in Tonys Studio macht. Jerry selber wurde von Tony unter Vertrag genommen, der von Jerrys Freundin Ann Rogers, die als Sekretärin für Tony arbeitet, überzeugt wurde. Der ehemalige Nachtclub-Sänger Jerry kann sich jedoch mit Tonys Plan nicht anfreunden.
Tony droht, Ann am Abend von ihrer Hochzeit mit Jerry etwas anzutun. Während Ann vor der Kirche wartet, trifft Jerry sich mit dem Opernstar und kann sie für Aufnahmen für ein neues Album gewinnen. Charlizzini nimmt Jerry nun in Beschlag, der vor dem Problem steht, Ann nicht seine Situation schildern zu können. Der Impresario Martinetti verbietet Charlizzini die Aufnahmen. Tony fährt mit ihr und Jerry auf ein Anwesen auf Long Island, wobei Jerry dafür sorgen soll, dass die Reise wie eine Entführung des Opernstars aussehen soll. Die Freilassung soll als Gegenleistung für die Aufnahmen erfolgen. Martinetti stimmt zu.
Als die Polizei auf dem Anwesen auftaucht, gesteht Charlizzini, dass die Entführung vorgetäuscht war, um Martinetti die Erlaubnis abzuringen. Im Studio zurück wird Jerry mit Anns Trotzreaktion konfrontiert. Sie weigert sich, mit ihm überhaupt zu sprechen. Als Charlizzini einen Wutanfall bekommt, macht sich Jerry aus dem Staub. Tonys Gehilfe Danny findet Jerry auf der Ranch von Gene Autry. Jerry singt zusammen mit Autrys Band. Tony erreicht, dass die Band Aufnahmen in seinem Studio macht, damit kehrt auch Jerry wieder zurück. Inzwischen haben sich Charlizzini und Tony ineinander verliebt. Sie klären Ann über die vergangenen Tage auf. Ann nimmt eine Versöhnungsansprache auf und spielt sie Jerry vor. Beide Paare umarmen sich.

## Kritik
Frank S. Nugent von der New York Times schrieb in seiner Kritik, der Film sei einer dieser, höflich genannten, Musicalfilme, in denen ein Gewirr banaler Geschichten zusammengezwungen wurde, die praktisch alles aufheben.

## Auszeichnungen
John Victor Mackay erhielt 1938 eine Oscar-Nominierung in der Kategorie Bestes Szenenbild.

## Hintergrund
Der Film feierte am 26. November 1937 seine Premiere.
Gastauftritte hatten die Bandleader Ted Lewis, Cab Calloway und Jack Jenney mit ihren Ensembles, die Sängerin Kay Thompson, der Sänger Louis Prima, der Radiomoderator Ralph Edwards und der Baseballspieler Joe DiMaggio. In kleinen Nebenrollen sind Moroni Olsen, Selmer Jackson und Joe King zu sehen.
Der Titelsong wurde von Saul Chaplin (Melodie) und Sammy Cahn (Text) komponiert. Ein weiteres Stück von Chaplin/Cahn war I’m a Musical Magical Man. Peter Tinturin und Jack Lawrence komponierten die Stücke Have You Ever Been to Heaven, I Owe You und All Over Nothing at All. Weitere Songs waren When My Baby Smiles at Me von Bill Munro und Ted Lewis, Minnie the Moocher von Cab Calloway und Irving Mills, Mama, I Wanna Make Rhythm von Jerome Jerome, Richard Byron und Walter Kent sowie It’s Round Up Time in Reno von Gene Autry, Jack Owens und Jack Lawrence.